# الاحتلال 101
الاحتلال 101: صوت الأغلبية الصامتة هو فيلم وثائقي عام 2006 عن الصراع الإسرائيلي الفلسطيني من إخراج سفيان عميش وعبد الله عميش، ورواية أليسون وير، مؤسسة لو عرف الأمريكيون. يركز الفيلم على آثار الاحتلال الإسرائيلي للضفة الغربية وقطاع غزة، ويناقش الأحداث من صعود الصهيونية إلى الانتفاضة الثانية وخطة فك الارتباط الإسرائيلية أحادية الجانب، ويعرض وجهة نظرها من خلال عشرات المقابلات، ويتساءل عن طبيعة العلاقات الإسرائيلية الأمريكية، على وجه الخصوص. الاحتلال العسكري الإسرائيلي للضفة الغربية وقطاع غزة، وأخلاقيات التدخل النقدي الأمريكي. يشمل تقرير الاحتلال 101 مقابلات مع باحثين أمريكيين وإسرائيليين، وزعماء دينيين، وعاملين في المجال الإنساني، وممثلين عن منظمات غير حكومية – أكثر من نصفهم من اليهود – ينتقدون المظالم وانتهاكات حقوق الإنسان الناجمة عن السياسة الإسرائيلية في الضفة الغربية والقدس الشرقية وغزة.

## طاقم العمل
القائمة الكاملة للمقابلات المميزة:
- د. ألبرت أغازاريان، مدير العلاقات العامة في جامعة بيرزيت، فلسطيني أرمني.
- السفير جيمس إي أكينز، سفير الولايات المتحدة السابق لدى المملكة العربية السعودية
- الحاخام أريك آشرمان، حاخامات من أجل حقوق الإنسان (مجموعة إسرائيلية)
- الدكتور وليام بيكر (عالم لاهوت)، مسيحيون ومسلمون من أجل السلام
- المطران ألين بارتليت الابن، أبرشية واشنطن
- فيليس بنيس، معهد الدراسات السياسية، والرئيسة المشاركة للحملة الأمريكية لإنهاء الاحتلال الإسرائيلي
- بيتر بوكيرت، مدير الطوارئ في هيومن رايتس ووتش

شارون بيرك، المديرة السابقة لأنشطة كسب التأييد في منظمة العفو الدولية
- البروفيسور نعوم تشومسكي، لغوي، أستاذ معهد ماساتشوستس للتكنولوجيا.
- الأب درو كريستيانسن، المؤتمر الكاثوليكي للولايات المتحدة
- سيندي وكريغ كوري، والدة الناشطة التضامنية الراحلة راشيل كوري
- دوغلاس ديكس، خدمات الإغاثة الكاثوليكية في القدس، مدير برنامج التوعية
- ريتشارد فولك، لجنة الأمم المتحدة لتقصي الحقائق في الضفة الغربية وغزة لعام 2001
- بول فيندلي. عضو الكونغرس الأمريكي، 1961–1983
- توماس جتمان، منظمة الرؤية العالمية الدولية
- نيتا جولان، المؤسس الإسرائيلي المشارك لحركة التضامن الدولية
- جيف هالبر، اللجنة الإسرائيلية لمناهضة هدم المنازل
- أميرة هاس، صحفية إسرائيلية، هاآرتس
- دوغ هوستيتر، زمالة المصالحة
- كاثي كامففنر، فريق صانع السلام المسيحي
- آدم كيلر، غوش شالوم، مجموعة السلام الإسرائيلية
- هافا كيلر، المنظمة النسائية للسجينات السياسيات (مجموعة إسرائيلية)
- البروفيسور رشيد الخالدي، كلية الشؤون الدولية والعامة، جامعة كولومبيا
- بيرتس كيدرون، صحفي إسرائيلي، يش غفول (مجموعة سلام إسرائيلية)
- الحاخام مايكل ليرنر، مؤسس ورئيس تحرير مجلة تيكون
- الحاخام ريبيكا ليليان، التحالف اليهودي من أجل العدالة والسلام
- روجر نورماند، مركز الحقوق الاقتصادية والاجتماعية
- أليجرا باتشيكو، محامية إسرائيلية في مجال حقوق الإنسان
- البروفيسور ،إيلان بابيه مؤرخ إسرائيلي - جامعة حيفا (الآن جامعة إكستر)
- د. إياد السراج، طبيب فلسطيني بارز
- ياعيل شتاين، بتسيلم، منظمة حقوقية إسرائيلية
- جيلا سفيرسكي، ائتلاف النساء من أجل سلام عادل، إسرائيلي
- السفير إدوارد ووكر، سفير الولايات المتحدة السابق لدى إسرائيل
- أليسون وير، مؤسسة إذا عرف الأمريكيون

## الجوائز
فاز الفيلم بالعديد من الجوائز من مهرجانات سينمائية مختلفة.
حائز على جائزة "النخلة الذهبية" (أعلى تكريم تمنحه لجنة التحكيم) و "أفضل مونتاج" في مهرجان بيفرلي هيلز السينمائي الدولي لعام 2007.
- حائز على "جائزة أرتيفيست" لأفضل فيلم روائي طويل ضمن فئة حقوق الإنسان في مهرجان وجوائز أرتيفيست السينمائي لعام 2006 في هوليوود.
- حائز على جائزة أفضل فيلم وثائقي (تقدير خاص) في مهرجان نيو أورلينز الدولي لأفلام حقوق الإنسان لعام 2007.
- حائز على جائزة أفضل فيلم روائي طويل في مهرجان ريفرز إيدج السينمائي لعام 2006.[9]
- حائز على جائزة أفضل فيلم وثائقي طويل في مهرجان مركز الموتى السينمائي لعام 2006.
- حائز على جائزة الجمهور لأفضل فيلم وثائقي في مهرجان إيست لانسينغ السينمائي لعام 2006.
- حائز على جائزة جون مايكلز التذكارية في مهرجان موحل كبير السينمائي لعام 2006.

## روابط خارجية
- الموقع الرسمي
- Free Movie Broadcast in High-Definition
- الاحتلال 101  في قاعدة بيانات الأفلام على الإنترنت (بالإنجليزية)
- Film review: "Occupation 101". Maureen Clare Murphy, The الانتفاضة الالكترونية, Jun 27, 2007.
- Film Review: "Occupation 101". Nadia Naas Elkhatib, Institute for Middle East Understanding, Oct 19, 2006.
- "Film explores Israeli-Palestine conflict". By Gloria Er-Chua. October 19, 2007. The Queen's Journal.